# Прапор Кастилії-Ла-Манчі
Прапор Кастилії-Ла-Манчі є одним із репрезентативних символів автономного співтовариства Кастилія-Ла-Манча в Іспанії, визначеного Статутом автономії.

## Історія
Регіон Кастилія-Ла-Манча, можливо, сформувався до того, як був розроблений Статут автономії. Сторони, присутні в так званому «доавтономному» регіоні, вирішують прийняти відмітний символ для цієї території. 11 січня 1980 року рада провела засідання в Альбасете, на якому було розглянуто сім проєктів. Обраний дизайн зображував замок, оповитий малиново-червоним полем і доповнений білим полотном праворуч, який додали на згадку про Військові ордени Калатрави, Сантьяго та Святого Іоанна, чиї ополчення завоювали, організували та керували землею Ла Манча і прапори якого завжди були червоно-білими. Одна альтернативна пропозиція дизайну також включала Хрест Святого Іоанна. Міста Сеньйоріо Реал символізовані в перших варіантах прапора. Остаточний дизайн прапора відображає історичне походження землі та був остаточно прийнятий як прапор Ла-Манчі в Сьюдад-Реалі 15 грудня 1977 року. 

## Історичні прапори

Історичний прапор Кастилії на темно-червоному тлі.
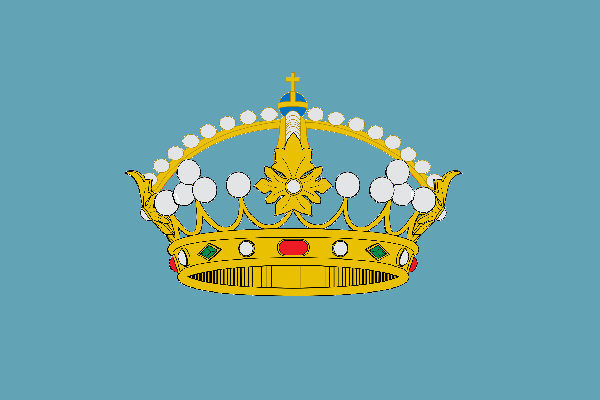
Прапор Нової Кастилії та її попередника, Королівства Толедо
Хрест ордена Калатрави
Хрест ордена Сантьяго
Хрест ордена Святого Іоанна
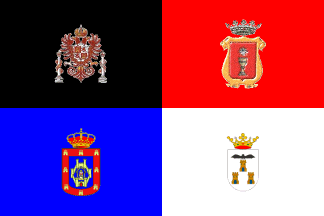
Пропозиція прапора Ла-Манчі 1906 року
Пропозиція прапора Ла-Манчі 1919 року

## Зовнішні посилання
- Gavira, Ignacio (2007). Los símbolos de Castilla-La Mancha (Spanish) . Архів оригіналу за 2 травня 2007.